# لورينا زافالون
لورينا زافالون (من مواليد 10 أغسطس 1981 في ميلانو ) هي سباحة إيطالية مختصة بالسباحة المتزامنة. في دورة الألعاب الأولمبية الصيفية لعام 2004، التي أقيمت في أثينا، اليونان، احتلت المركز السابع في مسابقة الفرق النسائية والثامنة في مسابقة الثنائي النسائي (إلى جانب بياتريس سبازياني ).  